# من قلبم را برای محبوبم می‌فرستم
من قلبم را برای محبوبم می‌فرستم (به هندی: Hum Dil De Chuke Sanam)یا دلدادگان فیلمی محصول سال ۱۹۹۹ و به کارگردانی سانجای لیلا بانسالی است. در این فیلم بازیگرانی همچون سلمان خان، اجی دیوگن، آیشواریا رای، شبا چادها، هلن ایفای نقش کرده‌اند.

## داستان
یک استاد موسیقی است که احترام زیادی برای موسیقی هندی قائل است. او دختری را به شاگردی می‌پذیرد اما بعد از مدتی رابطه ای عاشقانه بین او و دختر بوجود می‌آید. از طرفی دیگر یک وکیل دختر استاد را خواستگاری می‌کند اما..